# الطريق (فلم 1964)
الطريق فيلم مصري إنتاج عام 1964.

## قصة الفيلم
يصدم صابر الرحيمي حين تبلغه أمه وهي في السجن بماضيها المشين، وباسم أبيه ذي الجاه والثراء، ويصبح هدفه هو العثور على هذا الأب لينقذه من الضياع، ويهبه الحماية والأمن، يترك الإسكندرية حيث يعيش إلى القاهرة، وفي رحلته الطويلة للبحث عن الأب المجهول، يجد صابر نفسه في تجربة حياته كلها، يلتقي بكريمه زوجة صاحب الفندق الذي ينزل به، وهي امرأة مليئة بالشهوة، يقع صابر في شباكها، وفي نفس الوقت يتعرف على إلهام في دار أخبار اليوم، حين يذهب لعمل إعلان يبحث فيه عن أبيه، تنمو قصة حب رقيقة بين الاثنين، لكن الوجه الحسي ينمو بينه وبين كريمه التي تأتيه إلى غرفته في الليل، وتطلب منه أن يقتل زوجها كى يخلو لهما الجو، فيكره الرجل الذي يحمل اسم أبيه، ويحس صابر بالضياع من جديد، ويوافق أن يقتل الزوج، لكن الشرطة تشك فيه وتطارده، تساعده كريمه على الهرب، وتحاول إلهام إنقاذه، لكن الشرطة لا تلبث أن تقبض عليه ويكون مصيره الإعدام.

## فريق العمل
الإخراج: حسام الدين مصطفى

التأليف:
- نجيب محفوظ (قصة)
- حسين حلمي المهندس (سيناريو وحوار)

### بطولة
- شادية
- سعاد حسني
- رشدي أباظة
- تحية كاريوكا
- محمد توفيق
- حسن البارودي
- أحمد لوكسر
- فايق بهجت
- رشاد حامد
- حسين إسماعيل
- قدرية كامل
- عبد الغني النجدي
- محمد عطية
- سيد عبد الله

## روابط خارجية
- مقالات تستعمل روابط فنية بلا صلة مع ويكي بيانات